# Camptoloma flagrans
Camptoloma flagrans là một loài bướm đêm thuộc phân họ Arctiinae, họ Erebidae.